# Schott Inlet
Das Schott Inlet ist eine kleine vereiste Bucht an der Black-Küste des Palmerlands auf der Antarktischen Halbinsel. Sie liegt am Ostufer der Merz-Halbinsel. Ihre Einfahrt wird im Norden durch das Cabo Eusebione und im Süden durch den Flagon Point begrenzt.
Erste Luftaufnahmen entstanden im Dezember 1940 bei der United States Antarctic Service Expedition (1939–1941). Mannschaften der US-amerikanischen Ronne Antarctic Research Expedition (1947–1948) und des Falkland Islands Dependencies Survey kartierten sie gemeinsam im Jahr 1947. Letzterer benannte die Bucht nach dem deutschen Ozeanographen Gerhard Schott (1866–1961).